# Рождённая звездой
«Рождённая звездо́й» — российский телесериал 2015 года.

## Сюжет
Действие начинается в 1950-е годы в Ленинграде. Студентка Ленинградского университета из Польши Кла́удия Ко́валь (Марина Александрова) участвует в хоре польского землячества, которым в свободное от учёбы время руководит студент Ленинградской консерватории Павел Шаховской (Игорь Петренко). Павел создаёт музыкальный коллектив и приглашает Клаудию в качестве солистки. Однако его старая подруга Лена (Дарья Румянцева) рассказывает Клаудии, что ей тоже обещали место солистки в музыкальном коллективе. Ещё одна кандидатура в солистки  — известная певица Ника Уманская (Ольга Сутулова). Павел репетирует с Клаудией, и в итоге она становится солисткой ансамбля. Между Павлом и Клаудией возникает любовь, но ей мешают обстоятельства. Клаудия возвращается в Польшу к родителям, но потом всё-таки приезжает обратно в Ленинград к Павлу. Клаудия и Павел вступают в брак. Ансамбль не без препятствий добивается участия в международном фестивале молодёжи и студентов в Москве, где выступает с большим успехом.
В дальнейшем действие разворачивается в 1960-х годах. Успехи чередуются с напастями, любовь с изменой, гастроли с запретом на поездки. Клаудия — известная певица, в её судьбе принимают участие Екатерина Фурцева и другие представители советской элиты.
На экране скрупулёзно воссозданы детали жизни в 1950-х  — 1960-х годах, звучат известные в те времена эстрадные песни — их за кадром исполняет Ирина Сурина.

## В ролях
- Марина Александрова — Клаудия Коваль, певица
- Игорь Петренко — Павел Шаховской (Пал Саныч), композитор
- Галина Петрова — Тамара Васильевна, мать Павла
- Владимир Матвеев — Александр Павлович, отец Павла
- Николай Иванов — Стёпа, друг Павла
- Сергей Гузеев — Коля, директор ансамбля
- Кристина Бродская — Ирина Туманова, певица
- Ольга Сутулова — Ника Уманская, певица
- Дарья Румянцева — Лена Яковлева, журналистка
- Олег Алмазов — Андрей Кирилов, партийный функционер
- Тамара Акулова — Екатерина Фурцева, министр культуры

## Музыка в фильме
В фильме звучат песни:
- «Ты и я» Эгила Шварца на стихи Онегина Гаджикасимова в исполнении Ирины Суриной,
- «Ходит песенка по кругу» Оскара Фельцмана на стихи Михаила Танича в исполнении Ирины Суриной,
- «Чёрный кот» Юрия Саульского на стихи Михаила Танича в исполнении Ирины Суриной,
- «Не спеши» Арно Бабаджаняна на стихи Евгения Евтушенко в исполнении Ирины Суриной,
- «Ты глядел на меня» Авраама Островского на стихи Льва Ошанина в исполнении Ольги Рождественской,
- «Пароход на реке» Юлия Кима в исполнении Ирины Суриной,
- «А снег идёт» Андрея Эшпая на стихи Евгения Евтушенко в исполнении Ирины Суриной,
- «Дождь на Неве» Вадима Шеповалова на стихи Бориса Гершта в исполнении Кристины Бродской,

— а также вальсы «На сопках Маньчжурии» Ильи Шатрова и «Амурские волны» Макса Кюсса в исполнении оркестра «Московские фанфары» и другие музыкальные произведения.

## Интересные факты
- Первоначально создатели фильма предполагали снимать биографический сериал об Эдите Пьехе, и сериал в начале съёмок назывался «Эдита», но затем отказались от этого намерения[2]. Тем не менее, многие детали биографии Клаудии в сериале по-прежнему напоминают известные детали биографии Эдиты Пьехи[3], из-за чего поклонники Пьехи готовили иск о защите её чести и достоинства[4]. Однако в окончательном варианте сериала образ главной героини — собирательный: в нём совмещаются черты как Эдиты Пьехи, так и Майи Кристалинской, Аиды Ведищевой, Анны Герман, Тамары Миансаровой и других звёзд советской эстрады.[1][4]